# نصر الدين بن سعيدة
نصر الدين بن سعيدة هو صحفي تونسي يعمل مديرا لجريدة التونسية. اُوقف لأسبوع لوضعه في الصفحة الأولى لجريدة التونسية في عدد 15 فبراير 2012 صورة غلاف النسخة الألمانية من مجلة جي كيو في عدد شهر فبراير 2012 للاعب كرة القدم الألماني من أصل تونسي سامي خضيرة صحبة صديقته عارضة الأزياء الألمانية لينا غيركي وهو يخفي ثدييها براحتي يديه. اُفرج عنه في 23 فبراير 2012.اُجل النظر في قضيته ليوم 8 مارس القادم.
وبعد نشر صورة سامي خضيرة وزوجته على الصفحة الأولى لصحيفة التونسية سُحب العدد من الأكشاك سريعا. واعتقل بن سعيدة في 16 فبراير رفقة حبيب القيزاني رئيس تحرير التونسية ومحمد هادي الحيدري وهو صحفي في نفس الجريدة بناء على بند في قانون العقوبات وليس قانون الصحافة. وافرج عن رئيس التحرير وعن الصحفي يوم 17 فبراير فيما مكث بن سعيدة رهن الإيقاف لغاية إبقائه تحت وضع السراح في انتظار النظر في قضيته يوم 8 مارس المقبل.

## ردود الفعل تجاه الإيقاف
- الرئاسة التونسية: أصدرت بياناً ورد فيه "رفضها القاطع للاعتداءات والتجاوزات في حق الصحفيين والمؤسسات الإعلامية،" كما شدد على "دعمها ومساندتها لحرية التعبير،" داعية إلى ضرورة "توفير شروط وضمانات حرية الصحافة والإعلام" بما "يحول دون "السقوط في التجاذبات العميقة وتبادل التهم."[1]
- حركة النهضة: قالت بأن الصورة غير ملائمة ولكن لا يجب سجن بن سعيدة.
- هيومن رايتس ووتش: قالت سارة ليا ويتسن، المديرة التنفيذية لقسم الشرق الأوسط وشمال أفريقيا في هيومن رايتس ووتش: «يحق لكل الحكومات وضع قيود محددة على الأخلاق العامة في وسائل الإعلام شريطة أن تكون هذه القيود واضحة ومعقولة، ولكن احتجاز الصحفيين قبل المحاكمة يبقى أمرًا غير مقبول لأنه يهدد حرية التعبير». وأضافت «يجب على المجلس الوطني التأسيسي الإسراع في مراجعة القوانين القمعية الموروثة عن عهد بن على، مثل الفصل 121 ثالثًا من المجلة الجزائية. وبينما يحق للدول حماية الأخلاق الحميدة، يجب على المجلس التأسيسي أن يضمن أن القيود المفروضة بالقانون محددة وواضحة للحيلولة دون تطبيقها بشكل تعسفي، والسماح بأكبر هامش ممكن لممارسة حرية التعبير».[2]
- مراسلون بلا حدود: أدانت عملية الإيقاف.
- سلمى بكار، عضو المجلس الوطني التأسيسي: قالت «هذه المحاكمة عار!».[3]

## ردود الفعل تجاه السراح
- الرئاسة التونسية: أعربت عن الارتياح لإطلاق سراح بن سعيدة.[1]